# Helge Payer
Helge Payer (* 9. August 1979 in Wels, Oberösterreich) ist ein ehemaliger österreichischer Fußballspieler. Der Torwart beendete seine Karriere 2013 und ist seitdem TV-Experte beim ORF und der Online-Sportplattform DAZN. Von Herbst 2016 bis Juni 2019 war er Tormanntrainer bei Rapid Wien.

## Spielerkarriere

### Vereinskarriere
Payer startete seine Karriere mit 6 Jahren bei Eintracht Wels. Bereits im ersten Training stellte er sich, wie sein Vater, zwischen die Pfosten. 1991 wechselte er nach Wien in den Nachwuchs des SK Rapid. Dort spielte er in den verschiedenen Nachwuchsteams von U11 bis U18 und erhielt 1997 seinen ersten Profivertrag. Payer kam zunächst bei den Rapid Amateuren zum Einsatz, mit denen er 1998 Cupsieger der Wiener Stadtliga wurde.
In der Saison 2000/2001 wurde er an den ASK Kottingbrunn verliehen. Er gewann mit der Mannschaft den Meistertitel in der Regionalliga Ost und wurde am Ende der Saison wieder von Rapid zurückgeholt, um langfristig den tschechischen Stammtorhüter Ladislav Maier zu ersetzen. Doch eine Verletzung des Tschechen zwang den gerade in Wien eingetroffenen Trainer Lothar Matthäus Payer ins kalte Wasser zu werfen. Die ersten Spiele in der Bundesliga absolvierte er relativ fehlerfrei und dem damals 22-jährigen wurde von allen Seiten Talent zugeschrieben. Seine ersten Europacup-Spiele verliefen weniger glücklich. Im Hinspiel unterliefen ihm gegen Paris Saint-Germain (damals noch mit Ronaldinho) im Prinzenparkstadion zwei entscheidende Fehler (Ergebnis 4:0) und daraufhin war er für die Medien der Hauptschuldige für das Ausscheiden der Rapidler im UEFA-Cup (Rückspiel 2:2). Danach zeigte er aber wieder konstant gute Leistungen und blieb bis zum Ende der Saison im Tor von Rapid.

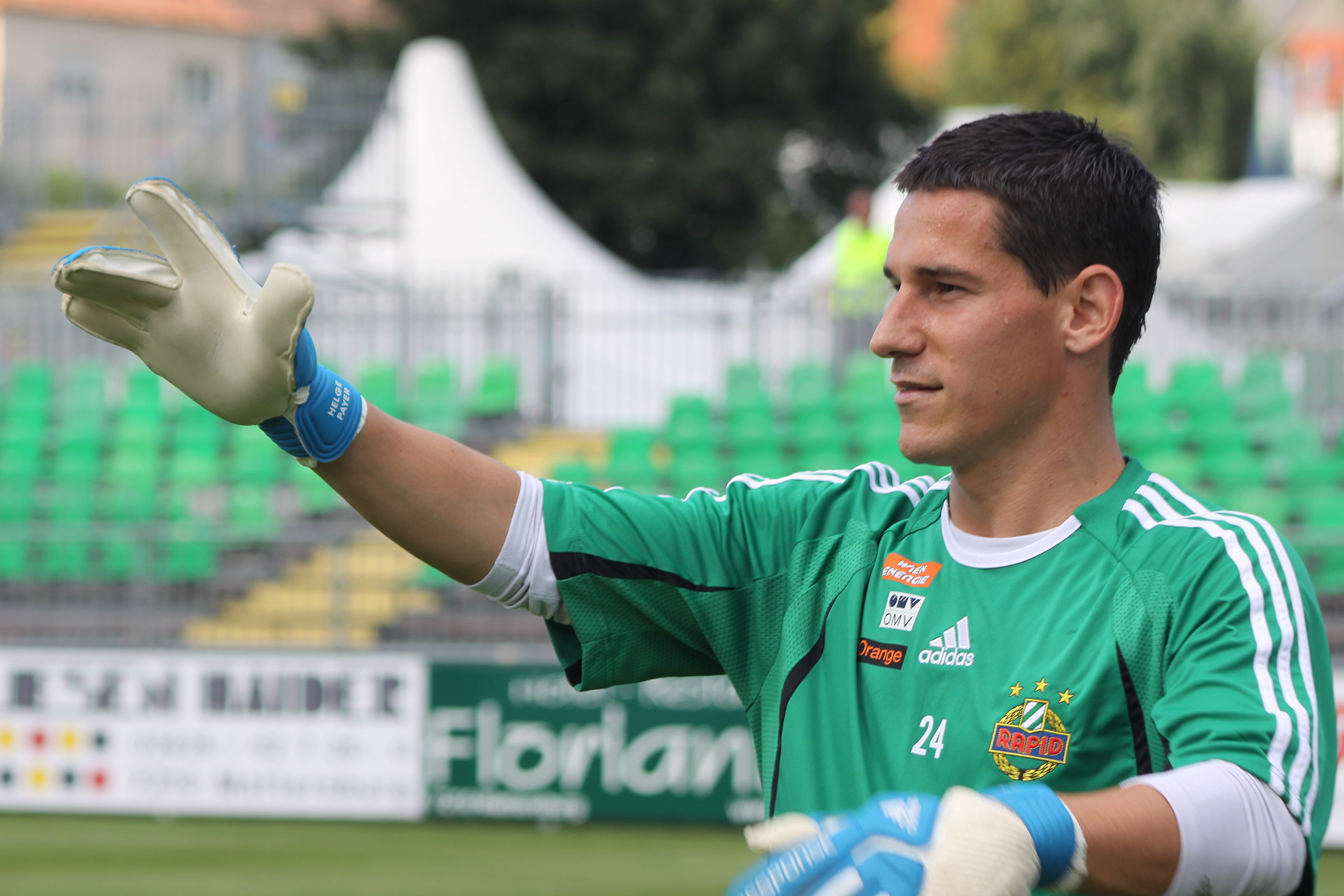
Helge Payer dirigiert

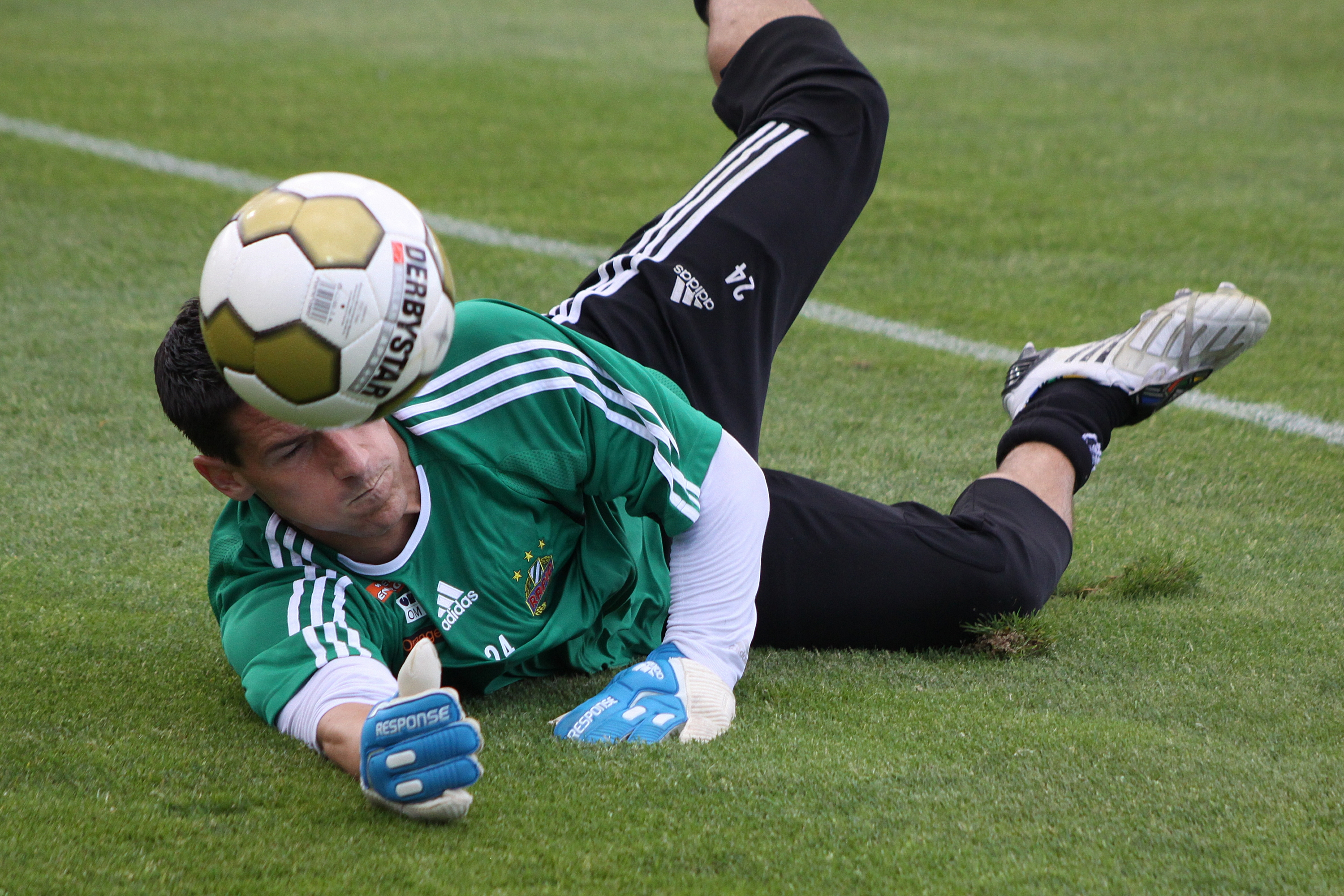
Helge Payer beim Aufwärmen

In der nächsten Saison (2002/03) kam mit Josef Hickersberger ein neuer Trainer, der zunächst dem wieder genesenen Ladi Maier das Vertrauen schenkte. Aber in der Winterpause konnte sich Payer den Stammplatz im Tor sichern und stand in der gesamten Rückrunde im Tor. Am Ende der Saison wurde er von den Fans zum Rapidler des Jahres gewählt. 2003/04 war er von Beginn an Stammspieler und schafft nur deshalb keine volle Saison, weil er sich in der 27. Runde verletzte und somit die restliche Saison ausfiel.
2004/05 startete Payer wieder als Nummer eins. Aufgrund einer Verletzung mit unklarer Dauer musste Rapid jedoch noch kurz vor Transferschluss einen Ersatz finden und verpflichtete daher Jürgen Macho. Nachdem Payer von seiner Verletzung genesen war, hatte Hickersberger das Problem, drei starke Torhüter zu haben, denn auch Maier erlebte seinen x-ten Frühling. Aus der folgenden Torhüterrochade ging Payer als Sieger hervor. Daraufhin wurde Macho in der Winterpause nach Kaiserslautern verkauft. Nach dem Winter war Payer wieder unumstrittene Nummer eins und ein wichtiger Bestandteil für den Meistertitel von Rapid. Am Ende wurde er zum zweiten Mal nach 2002/03 zum Rapidler des Jahres gewählt. Zudem wurde er noch vom Kurier und von der Bundesliga zum Torwart der Saison gewählt und war im Team des Jahres der Zeitungen Kurier und Sport-Woche.
Seine Leistungen wurden von Rapid im Oktober 2005 mit der Verlängerung seines Vertrages bis 2010 belohnt. Er war in dieser Saison unumstrittener Stammtorhüter von Rapid und wurde in 32 von 36 Spielen eingesetzt. Nach dem Abgang von Steffen Hofmann wurde er zum neuen Kapitän gewählt. Die Saison 2006/07 war bis zur Winterpause nicht nur für Rapid, sondern auch für Helge Payer eine schwere Phase mit dem Tiefpunkt am 18. Spieltag, als man ans Tabellenende zurückfiel. Payer war für viele Beobachter nicht der geeignete Kapitän und einige Patzer, insbesondere ein folgenschwerer in der Nachspielzeit gegen Pasching, der die Niederlage Rapids und den Rauswurf von Trainer Zellhofer zur Folge hatte, wurden ihm angelastet. Die Saison endete jedoch für Rapid unter dem neuen Trainer Pacult mit dem vierten Platz noch versöhnlich und auch Helge Payer konnte sich wieder steigern. Erst in der Saison 2007/2008 konnte er wieder an seine Leistungen aus der Meistersaison anschließen und seine Stärken, das Spiel auf der Linie und seine Reflexe im direkten Zweikampf, zeigen. In der Saison 2007/08 konnte Payer vier von fünf Strafstößen parieren. Rapid gewann die Bundesligameisterschaft und Helge Payer somit seinen 2. Meistertitel.
Aufgrund eines Venenverschlusses im Darmbereich musste Payer Ende Mai 2008 eine Pause einlegen. Der SK Rapid verpflichtete daraufhin Georg Koch als Ersatz. Am 29. Oktober 2008 gab Helge Payer bekannt, dass seinem Comeback im Frühjahr 2009 aus gesundheitlicher Sicht nichts mehr im Wege steht.
Am 22. Februar 2009 feierte Payer beim Auswärtsspiel gegen Red Bull Salzburg sein Comeback im Tor von Rapid Wien. Auch die restlichen Spiele der Saison 2008/2009 stand er im Tor.
Im April 2012 gab Payer bekannt, dass er nach über zwei Jahrzehnten beim SK Rapid Wien eine neue Herausforderung im Ausland suche und sich ab sofort aus dem Trainingsbetrieb zurückziehe. Am 24. August 2012 heuerte er beim griechischen Zweitligisten AEL Kallonis auf der Insel Lesbos an. Das Engagement hielt nur bis zum Februar des Folgejahres, nach der einvernehmlichen Vertragsauflösung beendete er seine Karriere und wurde TV-Experte beim ORF, wo er unter anderem die WM 2014 und EM 2016 analysierte.

### Nationalteamkarriere
Helge Payer war seit der U-16 Stammtorhüter des jeweiligen Jugendnationalteams. 2001 wurde er erstmals in die österreichische U21-Nationalmannschaft einberufen. Insgesamt wurde Payer 40 Mal in den diversen Jugendnationalteams eingesetzt. Sein Debüt in der A-Nationalmannschaft feierte er am 11. Juni 2003 im EM-Qualifikationsspiel im Tivoli Stadion Tirol in Innsbruck gegen Belarus unter Teamchef Hans Krankl. Von da an stand Payer regelmäßig im Tor der Nationalmannschaft. Ein Jahr vor der Europameisterschaft entschied sich Teamchef Josef Hickersberger für Helge Payer als dritten Tormann hinter Siena-Legionär Alexander Manninger und seinem ehemaligen Teamkollegen Jürgen Macho. Aufgrund seines Venenverschlusses im Mai 2008 fiel Payer dann allerdings gänzlich für die Europameisterschaft aus. Sein letztes Spiel für das österreichische Nationalteam spielte Payer im Oktober 2009 in der WM-Qualifikation im Stade de France in Saint-Denis gegen Frankreich. Zwar wurde Payer bis 2011 noch mehrere Male in den Kader der Nationalmannschaft einberufen, kam aber nicht mehr zum Einsatz.

## Trainerkarriere
Nachdem er bereits seit mehreren Jahren als Experte beim ORF engagiert war, trat Payer ab Sommer 2015 unter Trainer Rupert Marko als Torwarttrainer der österreichischen U-15-Nationalmannschaft in Erscheinung. Kurz darauf trainierte er als ebensolcher auch die österreichischen U-19-Nationalelf unter Marko. Beides Engagements hielten bis zum darauffolgenden Sommer an, ehe Rupert Marko zum österreichischen U-16-Nationaltrainer beordert wurde und ihm Payer als Torwarttrainer folgte. Während Marko noch bis zum nachfolgenden Sommer seine dortige Trainertätigkeit ausübte, wechselte Helge Payer Mitte November 2016 zu seinem Ex-Klub SK Rapid Wien, bei dem er fortan als Torwarttrainer der Profimannschaft in Erscheinung getreten ist. Anfang Juni 2019 beendete er seine Tätigkeit aus familiären Gründen.
Seinen Spielerpass hinterlegte er im Sommer 2016 beim Amateurverein DSG Neulandschule SG 77.

## Erfolge
- 2 × Österreichischer Meister: 2004/05, 2007/08
- Teilnahme an der UEFA Champions League Gruppenphase 2005/06 (SK Rapid Wien)
- 2 × bester Tormann der Saison laut Sportwoche
- 2 × bester Tormann beim T-Mobile Hallencup
- 1. Platz T-Mobile Hallencup 2004 (SK Rapid Wien)
- 20-facher österreichischer Nationalspieler